# 李世元
李世元（？—？），號六阳，江西吉安府吉水县人，明末官員。崇禎十年進士。

## 生平
天啓七年（1627年）丁卯科江西鄉試第八十一名舉人，崇祯十年（1637年）丁丑科會試第七十名，廷試三甲一百六十九名進士。吏部观政，丁忧，十三年授湖州府推官，本年丁憂。

## 家族
曾祖李如镇，祖李舜举，父李名端，大宾。